# Volkswagen T-Roc
Le Volkswagen T-Roc est un crossover  du constructeur automobile allemand Volkswagen produit depuis fin 2017. Il est à sa sortie le plus petit SUV de la gamme Volkswagen dans laquelle il rejoint le Tiguan et le Touareg, avant l'arrivée des T-Cross et du Taigo, encore plus compacts.
Le T-Roc restylé est lancé en 2022.

## Présentation

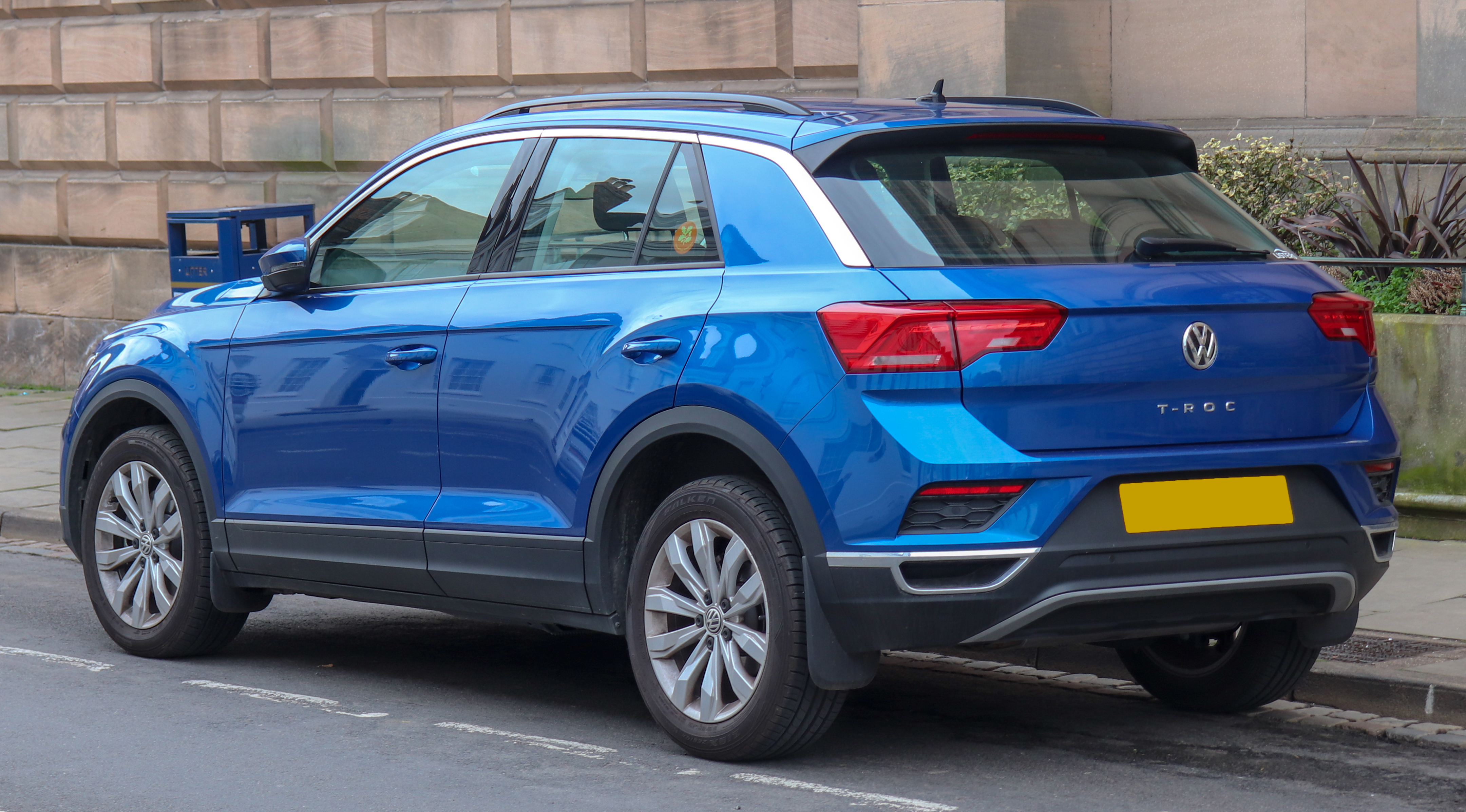
Volkswagen T-Roc phase 1

Préfiguré par le Concept T-Roc du Salon international de l'automobile de Genève 2014, la version de série du Volkswagen T-Roc est présentée le 23 août 2017 à la presse, avant une présentation publique officielle au Salon de l'automobile de Francfort du 14 au 24 septembre 2017.
Le Volkswagen T-Roc est un crossover citadin de 4,23 mètres concurrent des Renault Captur, Nissan Juke ou Jeep Renegade, et il est très proche de l'Audi Q2 mais avec des tarifs inférieurs. En dépit de ses dimensions, sa plate-forme tend vers le segment supérieur (segment C), puisqu'elle est partagée entre autres avec la Volkswagen Golf 7, la Seat Leon 4 et l'Audi A3 4.
Sa commercialisation débute en novembre 2017 et comme les autres SUV de la gamme Volkswagen son nom commence par un "T".

### Phase 2
La version restylée du T-Roc est présentée en novembre 2021.

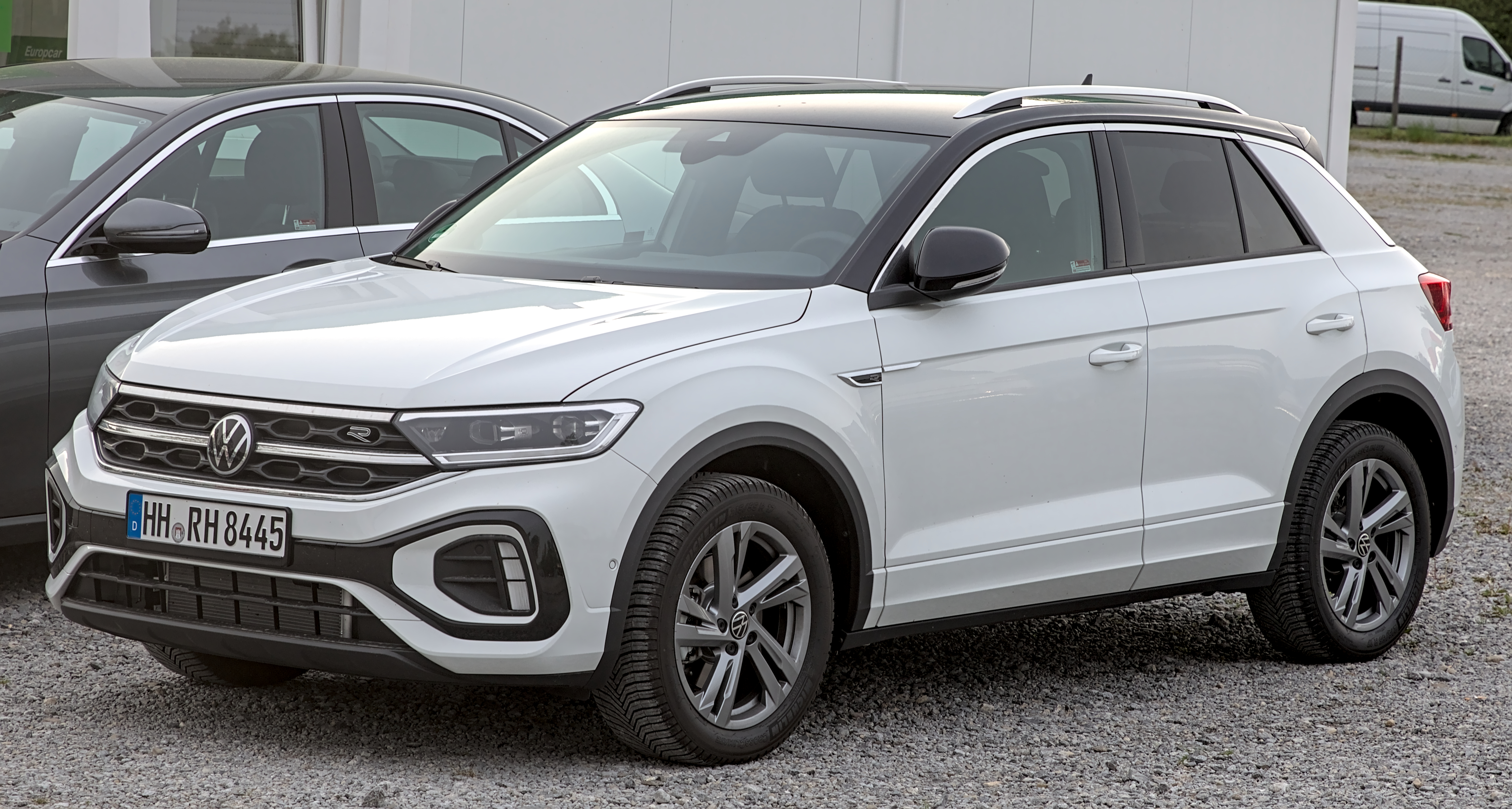
Vue avant.
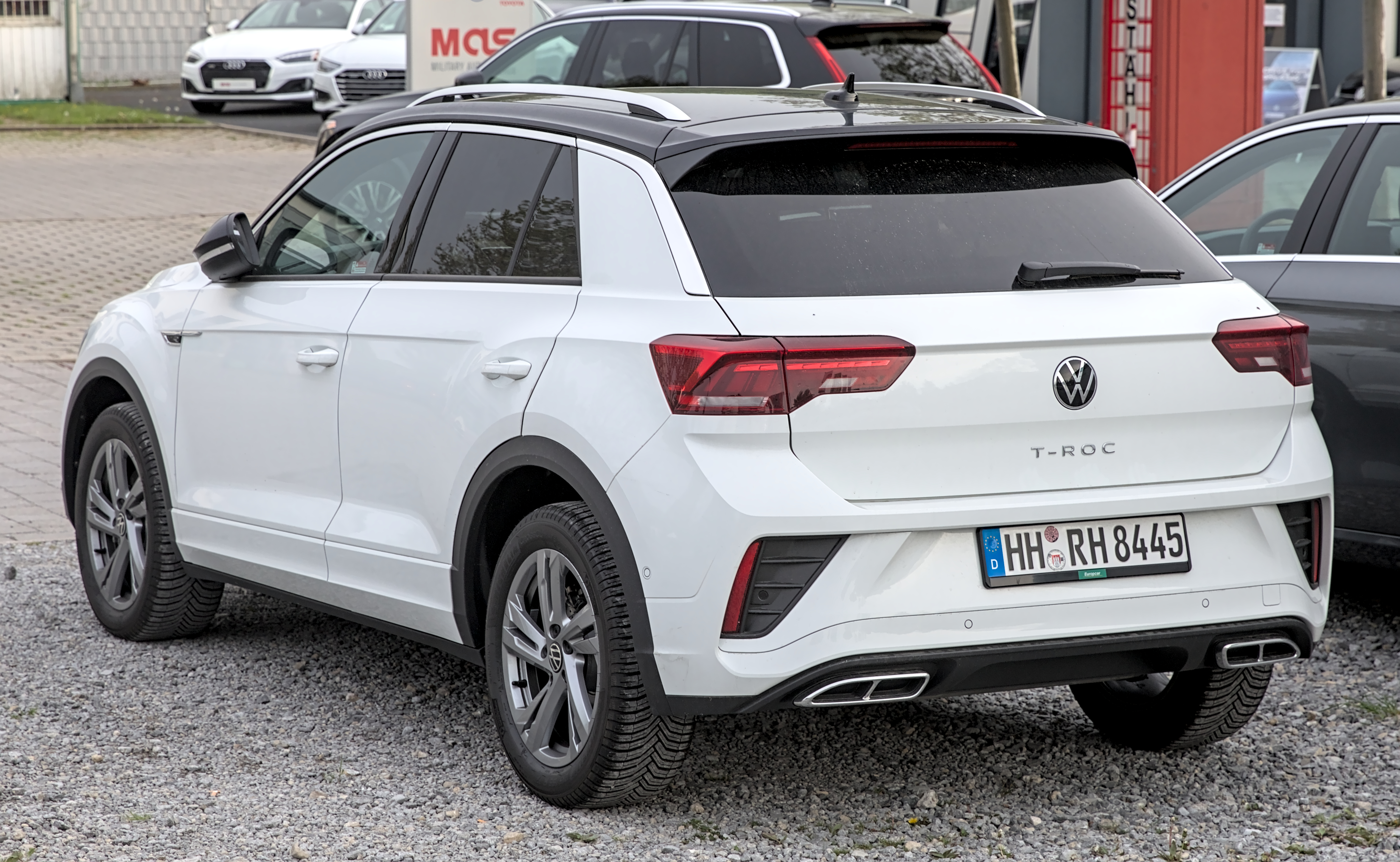
Vue arrière.

## Versions

### T-Roc Cabriolet

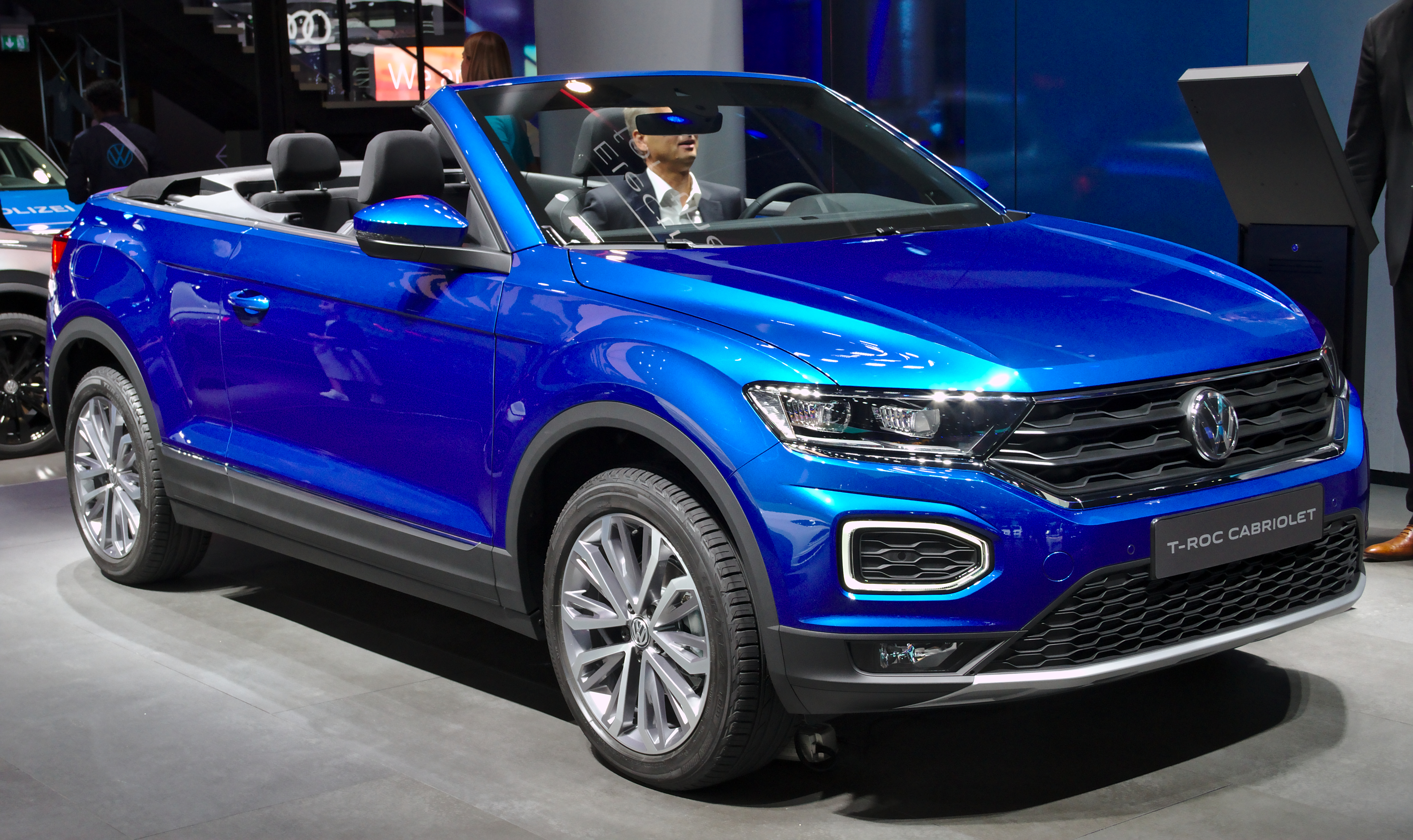
Volkswagen T-Roc Cabriolet phase 1.

En février 2018, Volkswagen annonce qu'il va lancer une version cabriolet de son SUV T-Roc pour l'année 2020,, dont le Volkswagen T-Cross Breeze concept avait annoncé l'arrivée. Il remplacera la Golf cabriolet dans la gamme du constructeur allemand, et devait entrer en concurrence avec le Range Rover Evoque Cabriolet qui a lancé le concept, mais qui, entre-temps, a cessé la production de ce type de véhicule. Contrairement au T-Roc, le T-Roc cabriolet est une 2 portes (plus ouverture coffre) et est équipé d'une toile souple.
Le T-Roc Cabriolet est dévoilé le 14 août 2019 avant sa première exposition publique au salon de Francfort 2019. Sa production a débuté en décembre 2019 dans l’usine de Osnabrück.

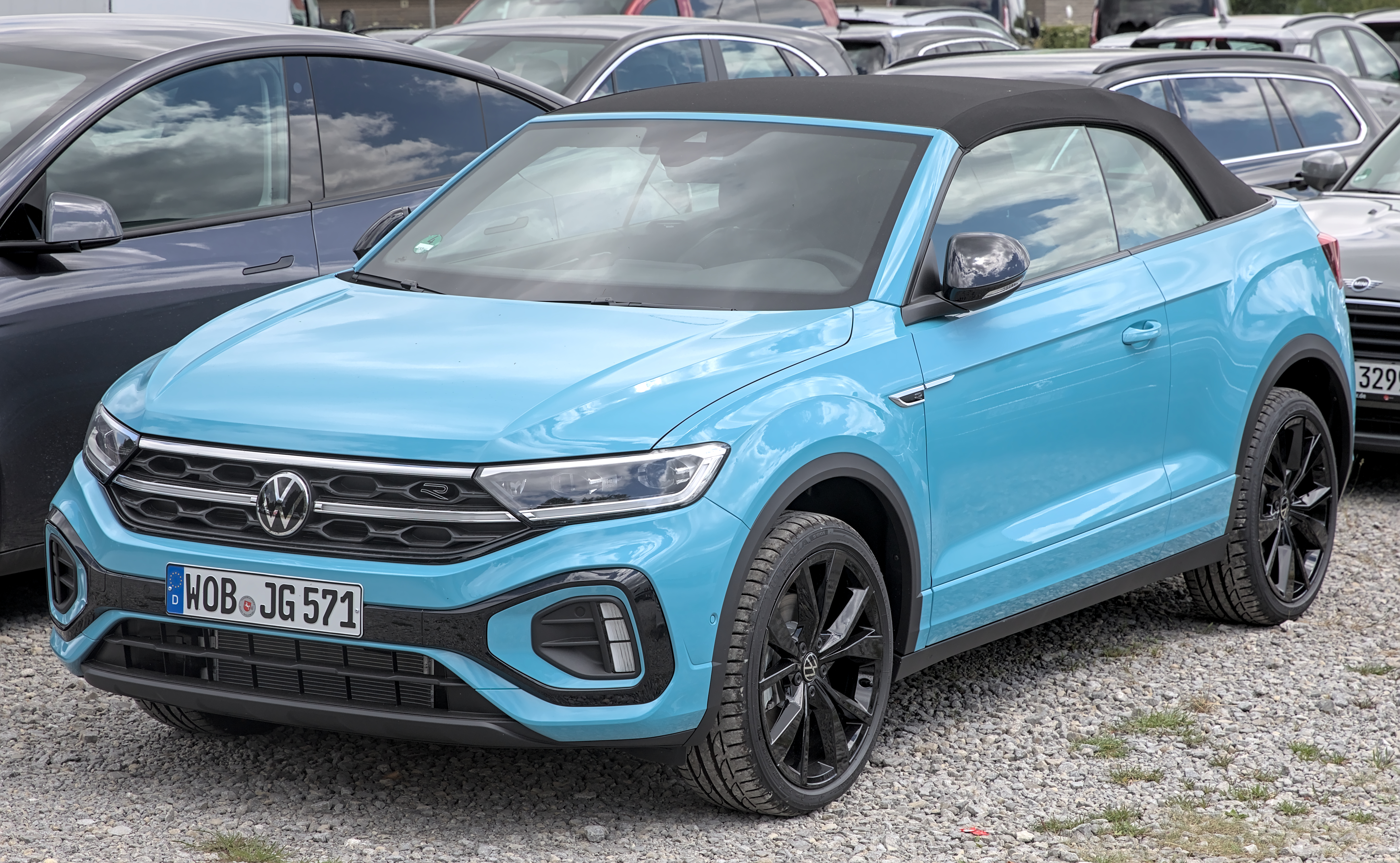
Volkswagen T-Roc Cabriolet phase 2.

Celui-ci est doté de deux portes, de quatre places et d'une capote souple qui se déploie en 9 s jusqu'à 30 km/h. Il est disponible uniquement en version deux roues motrices et en motorisation essence avec le 1,0 L TSI 115 ch et boîte manuelle à 6 rapports, et 1,5 L TSI 150 ch avec boîte manuelle à 6 rapports de série ou boîte automatique double embrayage DSG 7 rapports en option. Le T-Roc cabriolet est disponible en finition Style et R-Line et un pack extérieur Black Style est disponible en option. Le volume du coffre passe à 280 litres. Le cabriolet pèse 190 kg de plus que le crossover et la livraison effective, quelque peu retardée à la suite des problèmes de Covid-19, a commencé vers la fin du premier semestre 2020.
Il est restylé fin 2021, en même temps que le T-Roc classique.

### T-Roc R

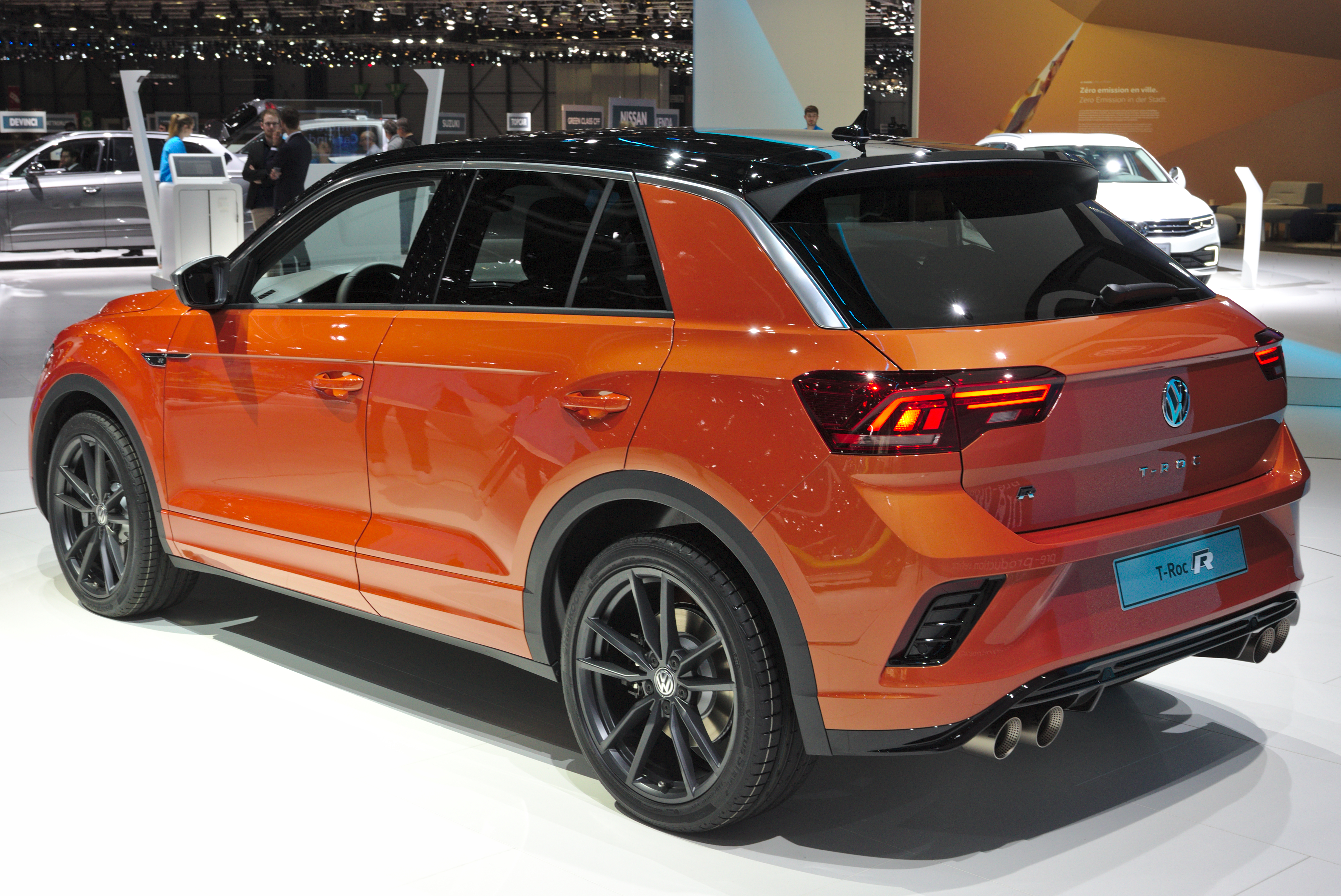
Volkswagen T-Roc R phase 1.

Le 8 décembre 2017, Volkswagen confirme le développement de la version « R » du T-Roc, motorisée par le 4-cylindres 2 litres TSI 300 ch associé à la boîte de vitesses double embrayage DSG sept rapports, et équipée de la transmission intégrale 4Motion,.
Le T-Roc R est dévoilé au salon international de l'automobile de Genève 2019 puis commercialisé à partir de janvier 2021.

## Caractéristiques techniques
Reposant sur la nouvelle plateforme modulaire pour les modèles intermédiaires MQB A-1 (Modularer Querbaukasten) qu'il partage avec la Golf VII et le Tiguan II, il mesure 4,23 mètres soit 4 centimètres de plus que l'Audi Q2 avec lequel il est très proche techniquement et physiquement. Son design facial se rapproche de son grand frère le Tiguan. Le tableau de bord embarque une instrumentation 100 % numérique (sur les modèles haut de gamme R-Line et Carat +).

## Motorisations
Le T-Roc est motorisé par le trois cylindres turbo-essence 1,0 L TSI de 115 ch et le quatre cylindres essence 1,5 L TSI disponibles uniquement en deux roues motrices, et les quatre cylindres essence 2,0 L TSI et diesel 2,0 L TDi 150 ch disponibles en deux et  quatre roues motrices (4Motion).
Le 8 décembre 2017, Volkswagen confirme le développement de la version « R » du T-Roc, motorisé par le 4-cylindres 2 litres poussé à 300 ch et 400 N m de couple, associé à la boîte de vitesses double embrayage DSG à sept rapports, et équipé de la transmission intégrale 4Motion,. Le T-Roc R bénéficie de pare-chocs spécifiques plus agressifs, de quatre sorties d’échappements, de jantes spécifiques et de sièges baquets.
|                            | 1.0 TSI 115                  | 1.5 TSI Evo 150              | 1.5 TSI Evo 150              | 2.0 TSI 190                  | 2.0 TSI 300                  | 2.0 TDI 115                 | 2.0 TDI 150                 | 2.0 TDI 150                 | 2.0 TDI 150                 |
| -------------------------- | ---------------------------- | ---------------------------- | ---------------------------- | ---------------------------- | ---------------------------- | --------------------------- | --------------------------- | --------------------------- | --------------------------- |
| Moteur                     | 3-cylindres en ligne essence | 4-cylindres en ligne essence | 4-cylindres en ligne essence | 4-cylindres en ligne essence | 4-cylindres en ligne essence | 4-cylindres en ligne diesel | 4-cylindres en ligne diesel | 4-cylindres en ligne diesel | 4-cylindres en ligne diesel |
| Alimentation               | Turbocompressé               | Turbocompressé               | Turbocompressé               | Turbocompressé               | Turbocompressé               | Turbocompressé              | Turbocompressé              | Turbocompressé              | Turbocompressé              |
| Cylindrée (cm3)            | 999                          | 1 498                        | 1 498                        | 1 984                        | 1 984                        | 1 968                       | 1 968                       | 1 968                       | 1 968                       |
| Puissance maximale (ch)    | 115                          | 150                          | 150                          | 190                          | 300                          | 115                         | 150                         | 150                         | 150                         |
| au régime de (tr/min)      | 5 500                        | 6 000                        | 6 000                        | 5 500                        | 5 300 à 6 500                | 5 500                       | 4 000                       | 4 000                       | 4 000                       |
| Couple maximal (N m)       | 200                          | 250                          | 250                          | 320                          | 400                          | 250                         | 360                         | 360                         | 360                         |
| au régime de (tr/min)      | 2 000                        | 1 500                        | 1 500                        | 1 500                        | 2 000 à 5 200                | 1 750 à 2 500               | 1 750 à 2 750               | 1 750 à 2 750               | 1 750 à 2 750               |
| Boîte de vitesses          | Manuelle 6 rapports          | Manuelle 6 rapports          | Automatique DSG7             | Automatique DSG7             | Automatique DSG7             | Manuelle 6 rapports         | Manuelle 6 rapports         | Automatique DSG7            | Automatique DSG7            |
| Transmission               | Traction                     | Traction                     | Traction                     | Intégrale                    | Intégrale                    | Traction                    | Traction                    |                             | Intégrale                   |
| Vitesse maximale (en km/h) | 187                          | 205                          | 205                          | 216                          | 250                          | 187                         | 205                         | 205                         | 200                         |
| 0-100 km/h (en s)          | 10,1                         | 8,6                          | 8,4                          | 7,2                          | 4,9                          | 10,9                        | 8,8                         | 8.5                         | 8.5                         |
| Consommation (en L/100 km) | 6,0/4,5/5,1                  | 6,6/4,6/5,3                  | 6,6/4,7/5,4                  | 8,4/5,7/6,7                  | 9,1/6,6/7,7                  | 4,9/3,9/4,3                 | 5.6/4,2/4,6                 | 5,5/4,1/4,6                 | 5,8/4,6/5,0                 |
| Capacité du réservoir (L)  | 50                           | 50                           | 50                           | 55                           | 55                           | 55                          | 55                          | 55                          | 55                          |
| Masse à vide (kg)          | 1 195                        | 1 255                        | 1 275                        | 1 420                        | 1 575                        | 1 395                       | 1 450                       | 1 450                       | 1 530                       |
| Émissions de CO2 (en g/km) | 117                          | 120                          | 122                          | 153                          | 161                          | 130                         | 132                         | 132                         | 155,4                       |
| Norme environnementale     | Euro 6d Temp                 | Euro 6d Temp                 | Euro 6d Temp                 | Euro 6d Temp                 | Euro 6d Temp                 | Euro 6d Temp                | Euro 6d Temp                | Euro 6d Temp                | Euro 6d Temp                |

### Technique
La transmission intégrale "4Motion" dispose de cinq modes :
- Street (Ville)
- Snow (Neige)
- Asphalt (Route)
- Offroad (Tout-terrain)
- Offroad Individual (Individuel)

L'amortissement piloté dispose de plusieurs modes de conduite :
- Confort
- Normal
- Sport
- Eco
- Individuel

## Finitions
La gamme s'articule autour de cinq finitions : (données constructeur 2018)
- Base :
  - Alerte de perte de pression des pneus;
  - Bluetooth et USB compatible Apple;
  - Climatisation manuelle;
  - Jantes en acier 16 pouces avec enjoliveurs;
  - Feux arrière rouge clair à LED;
  - Feux de jour en ligne à LED;
  - Pare-chocs peints dans la couleur de carrosserie;
  - Phares principaux halogènes;
  - Régulateur de vitesse adaptatif ACC;
  - Sellerie en tissu "Mercutio";
  - Système Audio et Infotainment Composition Colour avec écran couleur tactile 17 cm;
  - Volant multifonction en cuir et pommeau de levier de vitesses en cuir;
  - Volant réglable en hauteur et en profondeur.
  - Aide au maintien actif dans la voie
  - Front assist (freinage automatique d'urgence)

- Lounge (Base +) :
  - Aide au stationnement avant/arrière;
  - Application décorative ‘Chêne noir’ pour tableau de bord;
  - Boîte de rangement sous le siège passager avant;
  - Climatisation automatique bizone;
  - Hill descent control (uniquement 4Motion);
  - Jantes en alliage léger 16 pouces Chester;
  - Diffuseur arrière avec insert argent;
  - Éléments chromés (contour buses de ventilation, boutons vitres/rétroviseurs/allumage phares, levier de vitesse);
  - Pare-chocs avant avec sabot argent;
  - Pare-chocs arrière avec inserts chromés;
  - Projecteurs antibrouillard avant avec éclairage statique d’intersection;
  - Sellerie en tissu “Glance” Chêne noir/Céramique;
  - Sièges avant confort réglables en hauteur;
  - Système Audio et Infotainment ‘Composition Media’ avec écran tactile 17 cm.

- Carat (Lounge +) :
  - Applications décoratives ‘Gris Graphite’ pour tableau de bord;
  - Caméra de recul;
  - Détecteur d’angle mort Blind Spot Detection ;
  - Jantes en alliage léger 17 pouces "Kulmbach";
  - Keyless Access : Système de verrouillage/déverrouillage sans clé et démarrage avec bouton start/stop;
  - Sellerie tissu/similicuir «Interface» noir Titane/Céramique;
  - Sièges avant Sport avec réglage lombaire;
  - Siège passager avant rabattable;
  - Système Navigation et Infotainment Discover Media avec navigation Europe de l'Ouest.

- Carat Exclusive (Carat +) :
  - Jantes en alliage léger 18 pouces "Grange Hill";
  - Sellerie en cuir "Vienna";
  - Hayon avec ouverture et fermeture électriques;
  - Sièges avant chauffants;
  - Toit ouvrant électrique panoramique coulissant/entrebâillant en verre.

- R Line (Carat +) : (depuis juin 2018)[21]
  - Caméra de recul;
  - Châssis sport et Direction progressive;
  - Détecteur d’angle mort;
  - Hayon avec ouverture et fermeture électriques;
  - Jantes en alliage 18 pouces spécifiques;
  - Keyless Access;
  - Palettes au volant (versions DSG);
  - Pare-chocs, bas de caisse,
  - Projecteurs avant LED avec feux de jour circulaires à LED;
  - Régulateur de vitesse adaptatif « ACC »;
  - Sellerie, seuils de portes, volant, Garniture de pavillon de couleur noire, pédalier aluminium;
  - Système de navigation ‘Discover Media’;
  - Vitres et lunette arrière surteintées à 65 %.

Couleurs
La carrosserie peut recevoir onze teintes et les rétroviseurs sont proposés en quatre coloris.
Le toit est disponible en trois couleurs :
- Noir "Deep Black"
- Blanc "Pure White"
- Marron "Black Oak Brown"

### Phase 2
Les finitions changent de nom lors du restylage de 2022.
- Life
- Style
- Style Exclusive
- R-Line

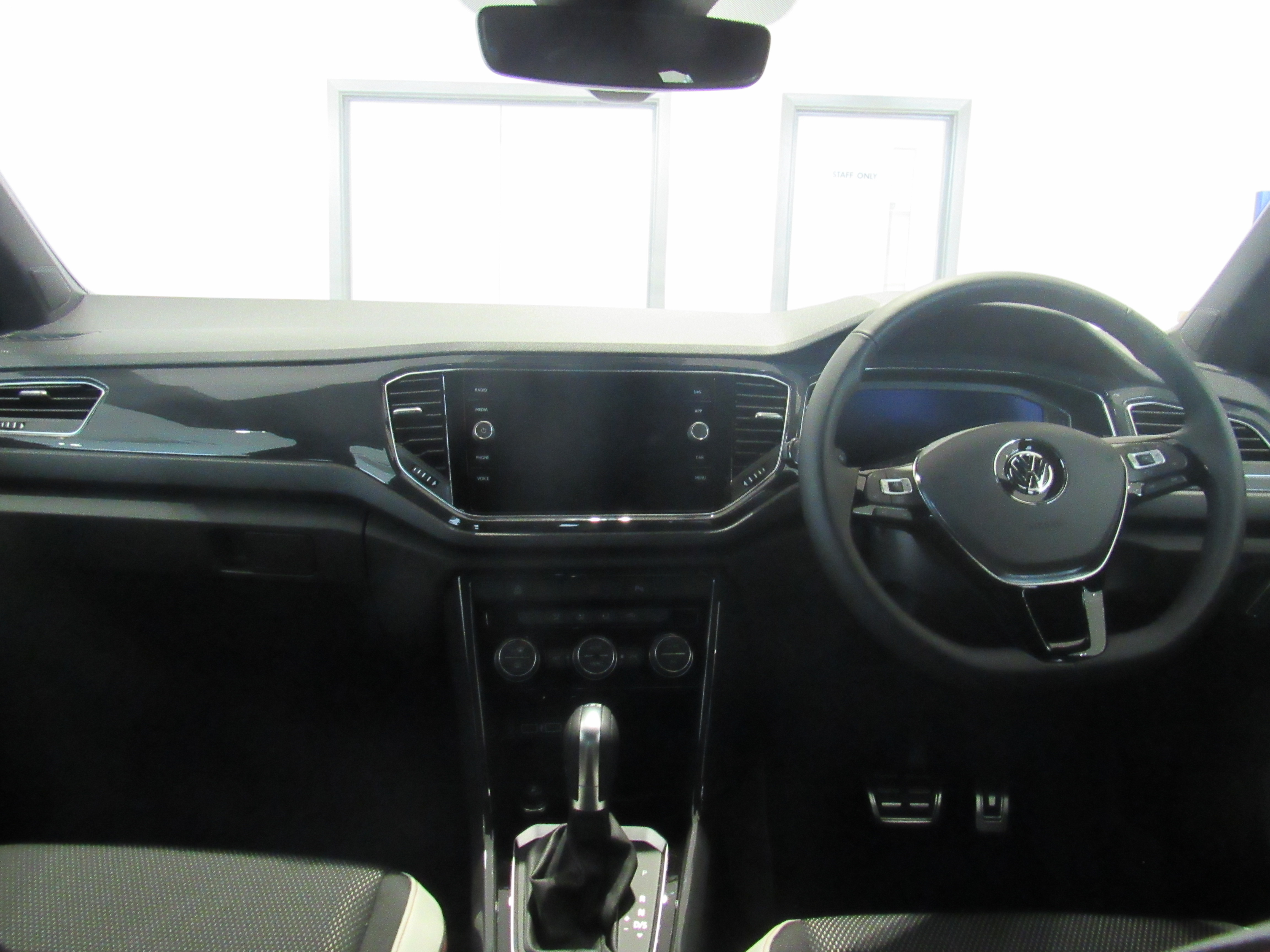
Intérieur.
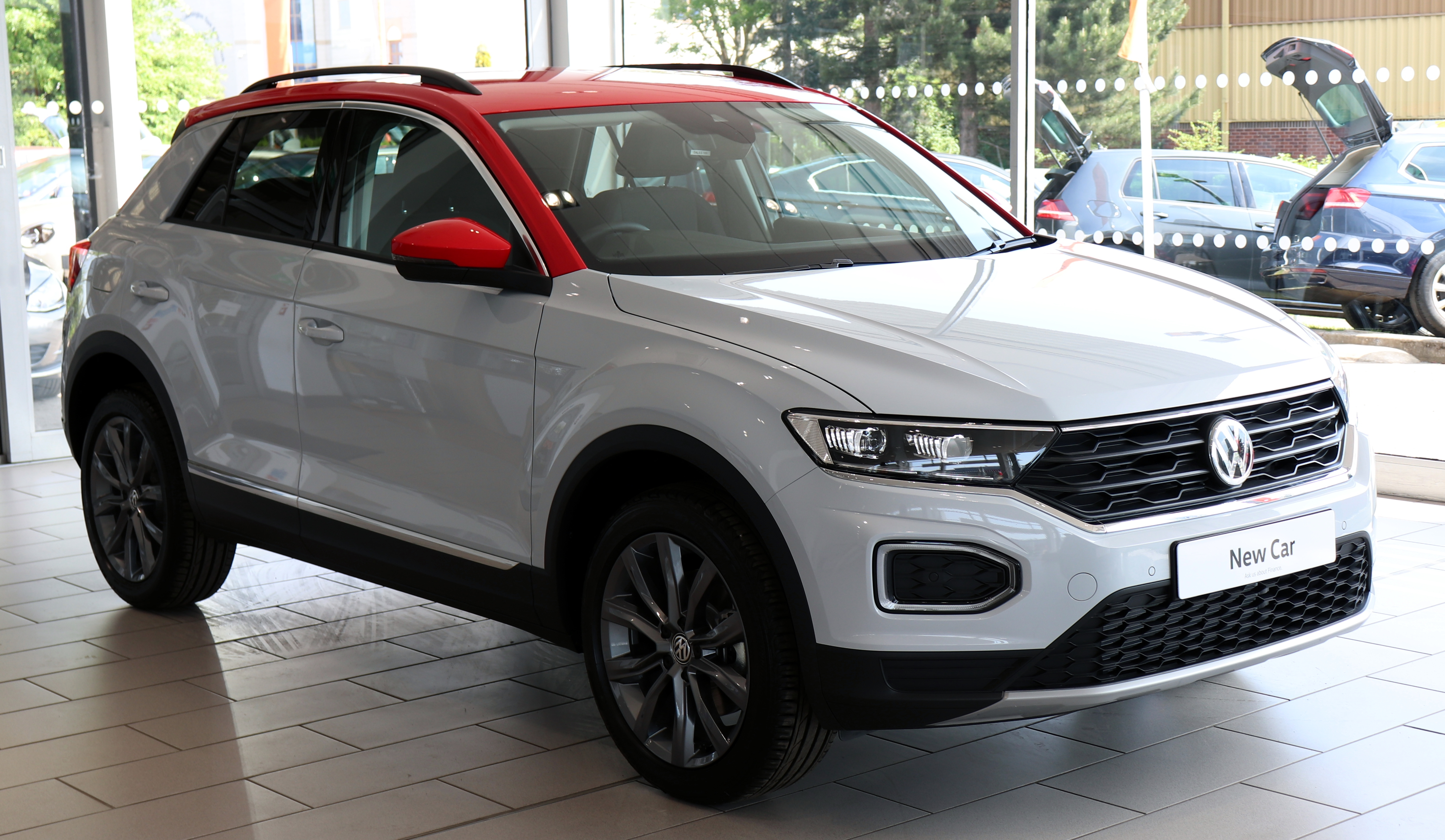
Vue avant.
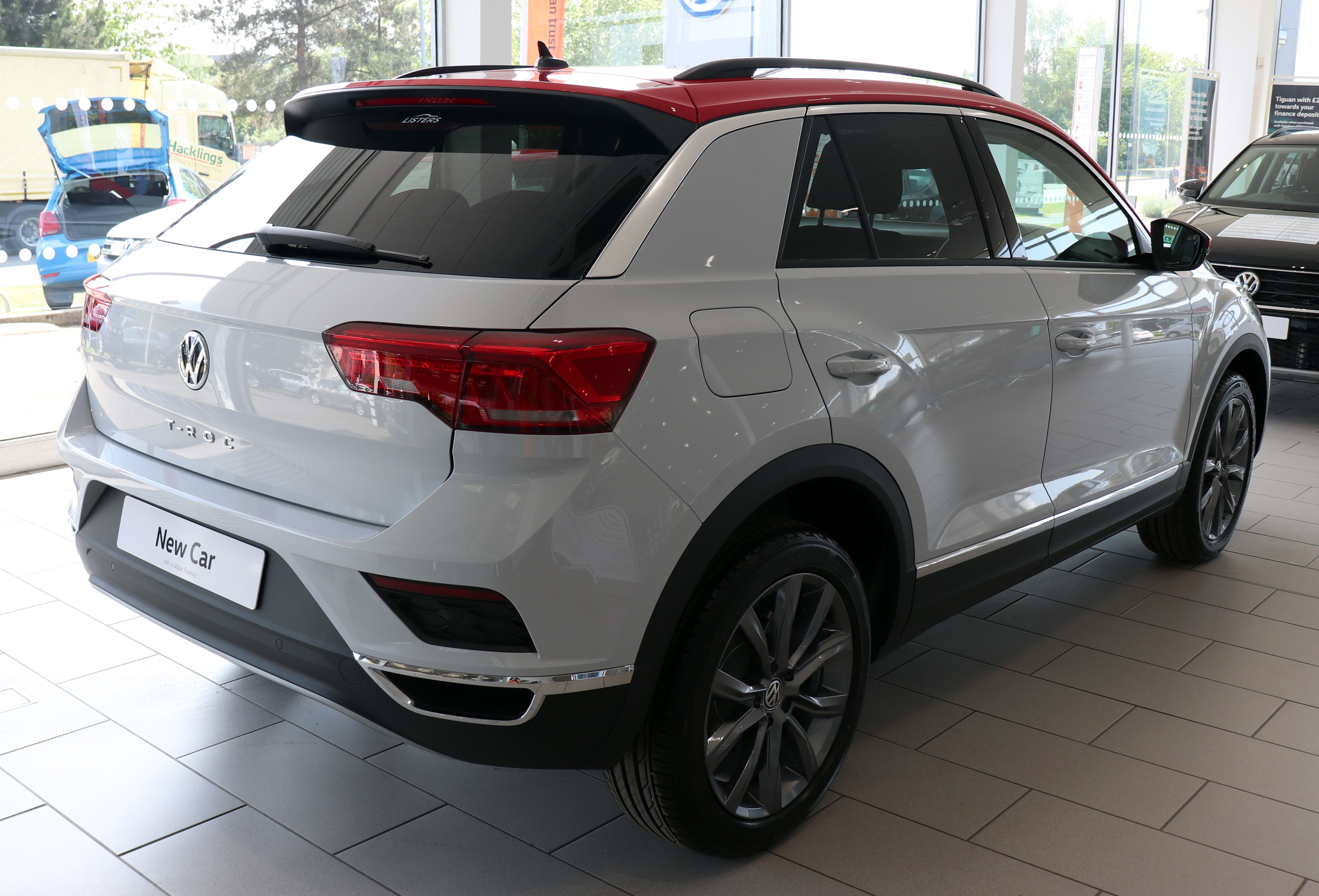
Vue arrière.
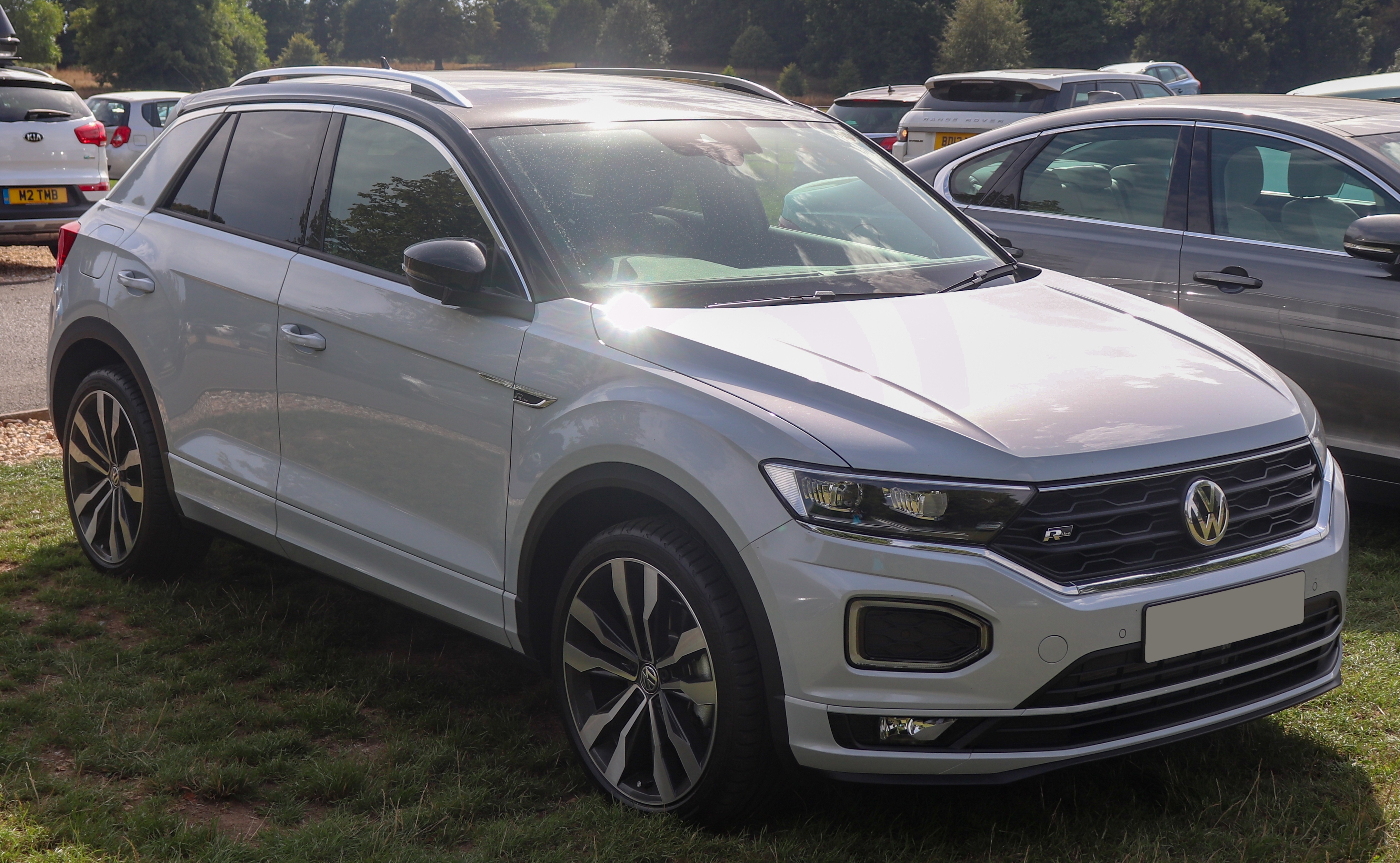
R-line.

### Séries spéciales
- First Edition (série spéciale de lancement[23]) :
  - Active Info Display (instrumentation digitale);
  - Barres de toit alu;
  - Car-Net;
  - Ciel de pavillon intérieur noir;
  - Étriers de frein rouge;
  - Feux de route automatiques;
  - Jantes en alliage 18 pouces;
  - Pédalier en aluminium;
  - Phares avant 100 % LED;
  - Reconnaissance des panneaux de signalisation;
  - Réglages lombaires;
  - Système de navigation Discover Media;
  - Vitres arrière surteintées.

- IQ Drive :
  - Caméra de recul
  - Coques de rétroviseurs noires;
  - Détecteur d'angle mort Blind Spot Detection;
  - Jantes alliage Dublin 17 pouces;
  - Navigation Discover Media avec écran 20 cm.
  - Sellerie en tissu Cushion.

- United :
  - Chargeur de smartphone par induction
  - Compteurs numériques Active Info Display
  - Jantes alliage Dublin
  - Sellerie en tissu
  - Seuils de portes ornés du lettrage United

### Séries limitées
- Lors du lancement en France du T-Roc, Volkswagen propose 4 séries limitées à 250 exemplaires du crossover, en pré-réservant le modèle en ligne.
  - T-Roc Innovation : peinture "Bleu Ravenna" et toit "Blanc Uni"
  - T-Roc Sport : peinture "White Silver Metallic" et toit "Noir Uni"
  - T-Roc Urban Energy : peinture "Orange Energy" et toit "Noir Uni"
  - T-Roc Urban Yellow : peinture "Jaune Curcuma" et toit "Noir Uni"

- T-Roc Cabriolet Edition Grey Mat (2023), 75 exemplaires[24].

## Concept cars

### T-Roc Concept
Le T-Roc Concept est présenté au salon international de l'automobile de Genève 2014. Ce concept car préfigure le nouveau design des SUV Volkswagen et l'arrivée sur le marché du T-Roc.

Volkswagen Concept T-Roc
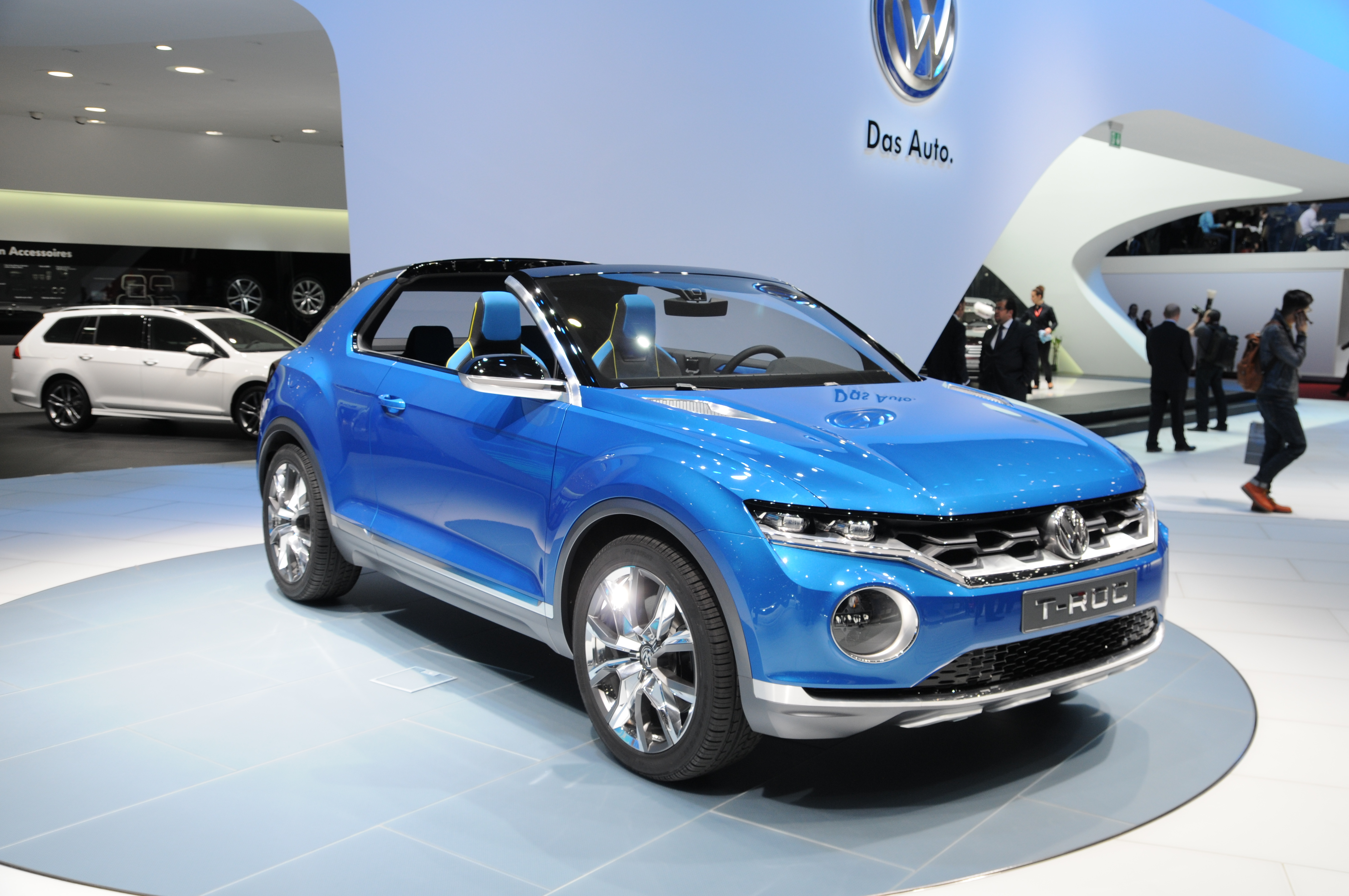
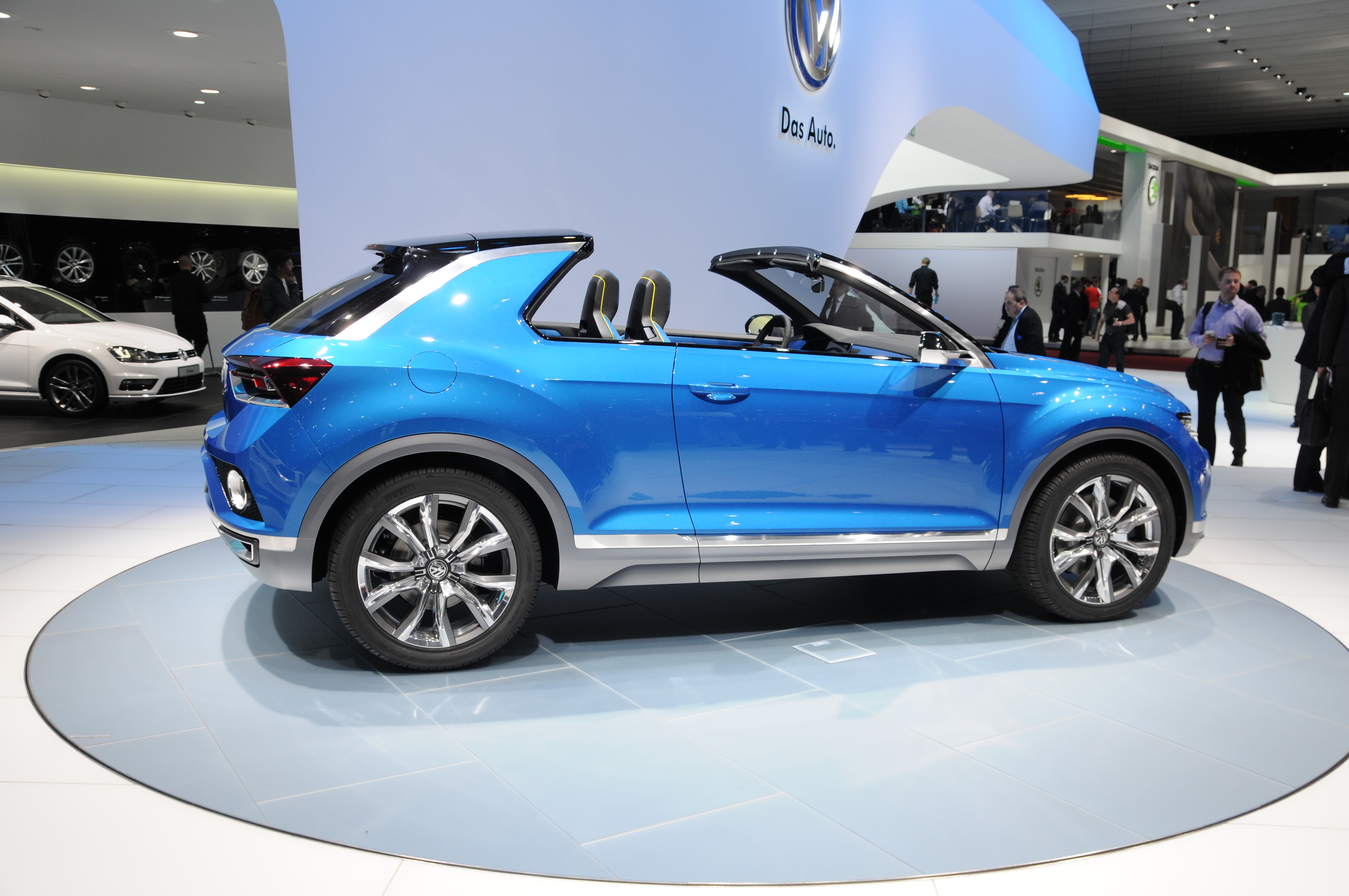
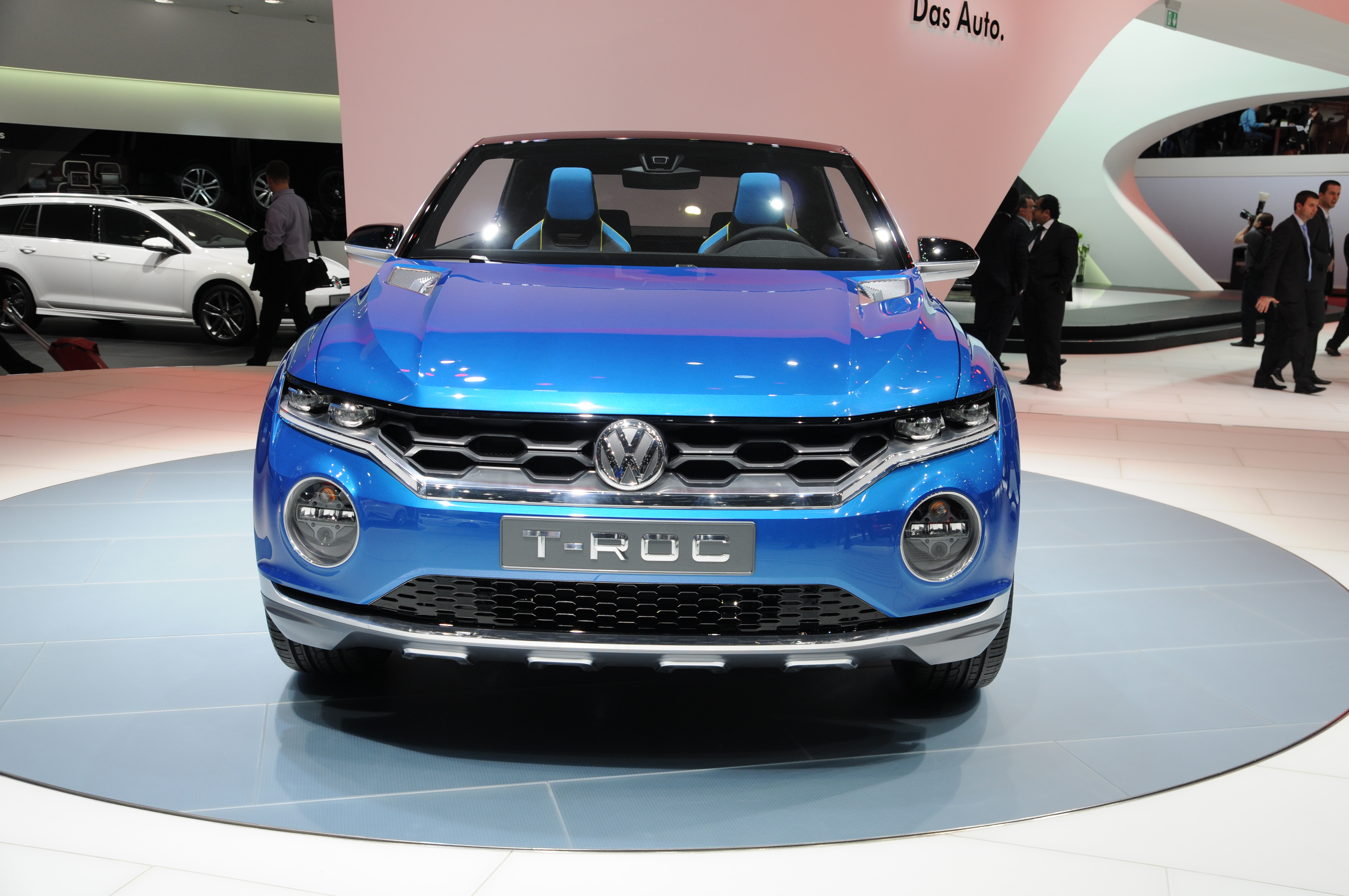
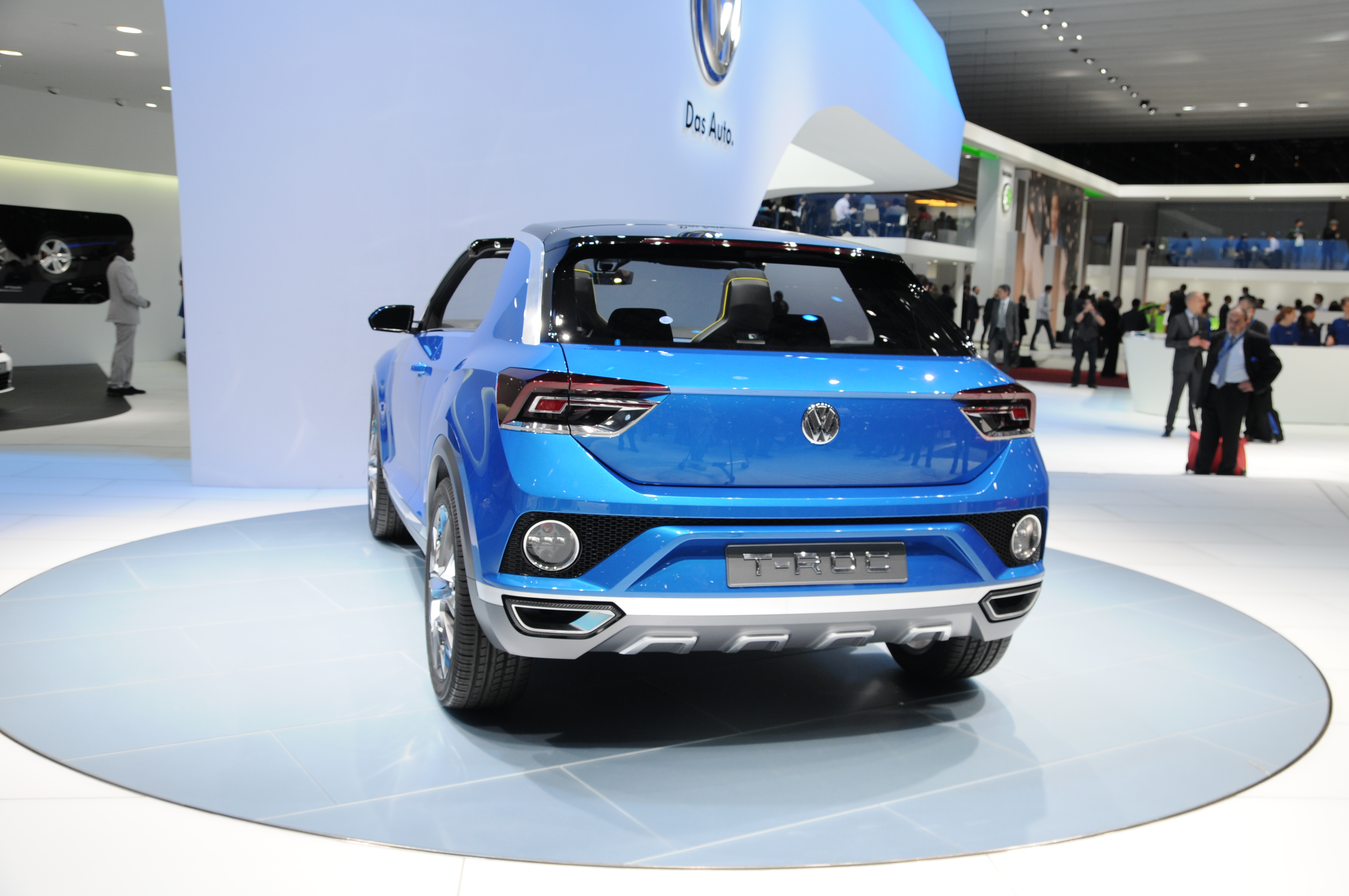

### T-Cross Breeze concept
Volkswagen a présenté le T-Cross Breeze concept au salon international de l'automobile de Genève 2016. Reprenant le patronyme de son futur petit frère T-Cross, il sert néanmoins à préfigurer l'arrivée d'un cabriolet pour le T-Cross.

Volkswagen T-Cross Breeze concept
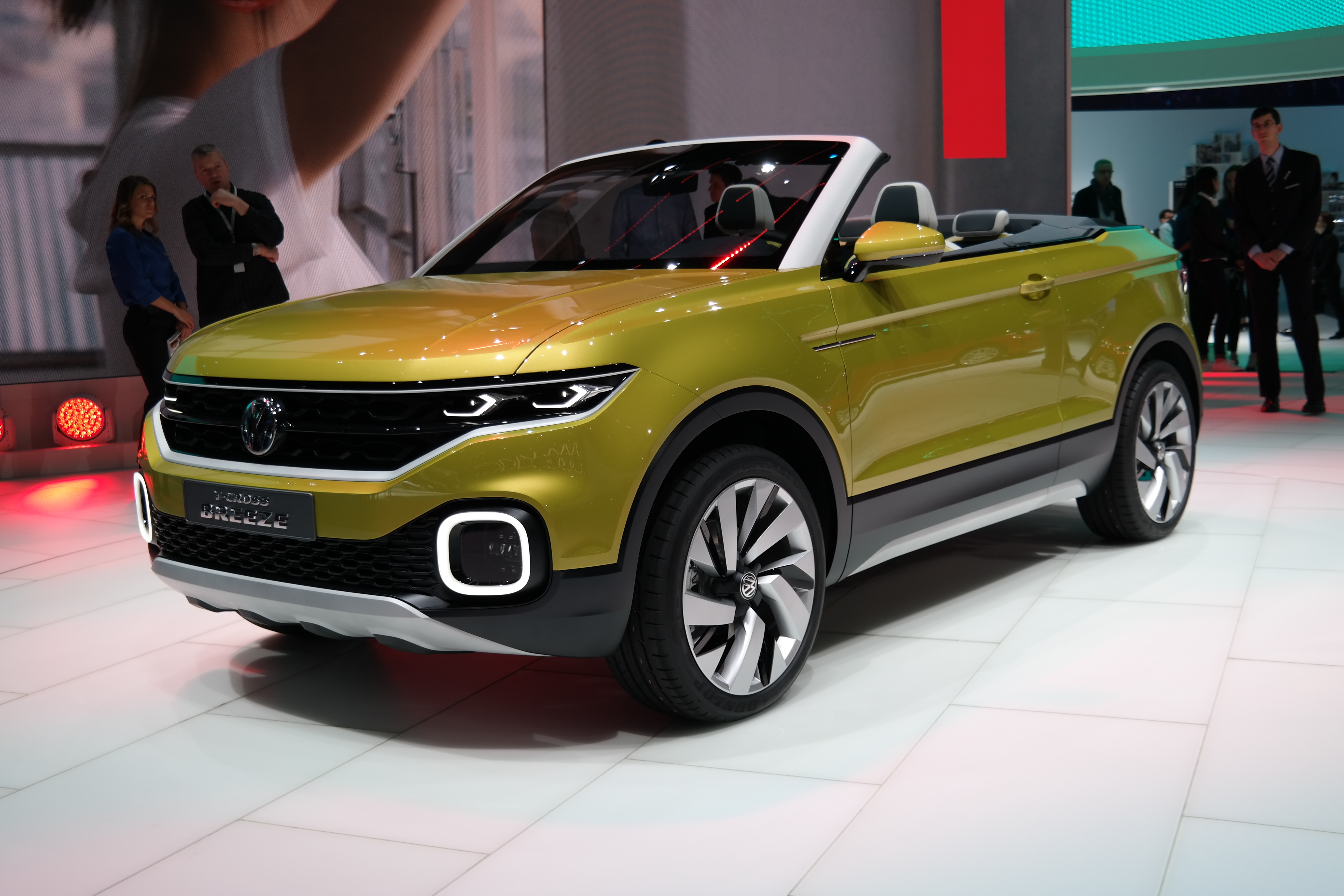
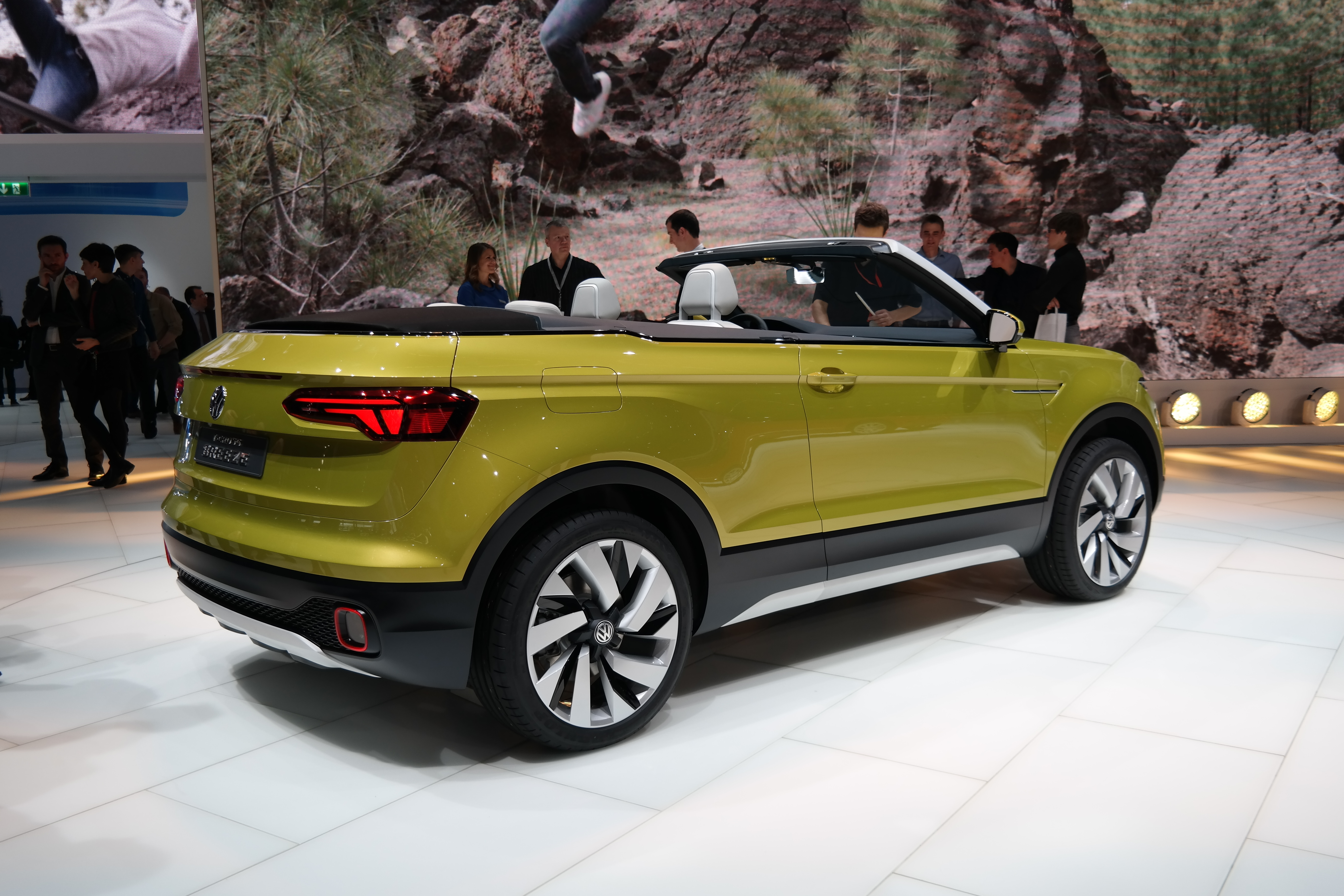
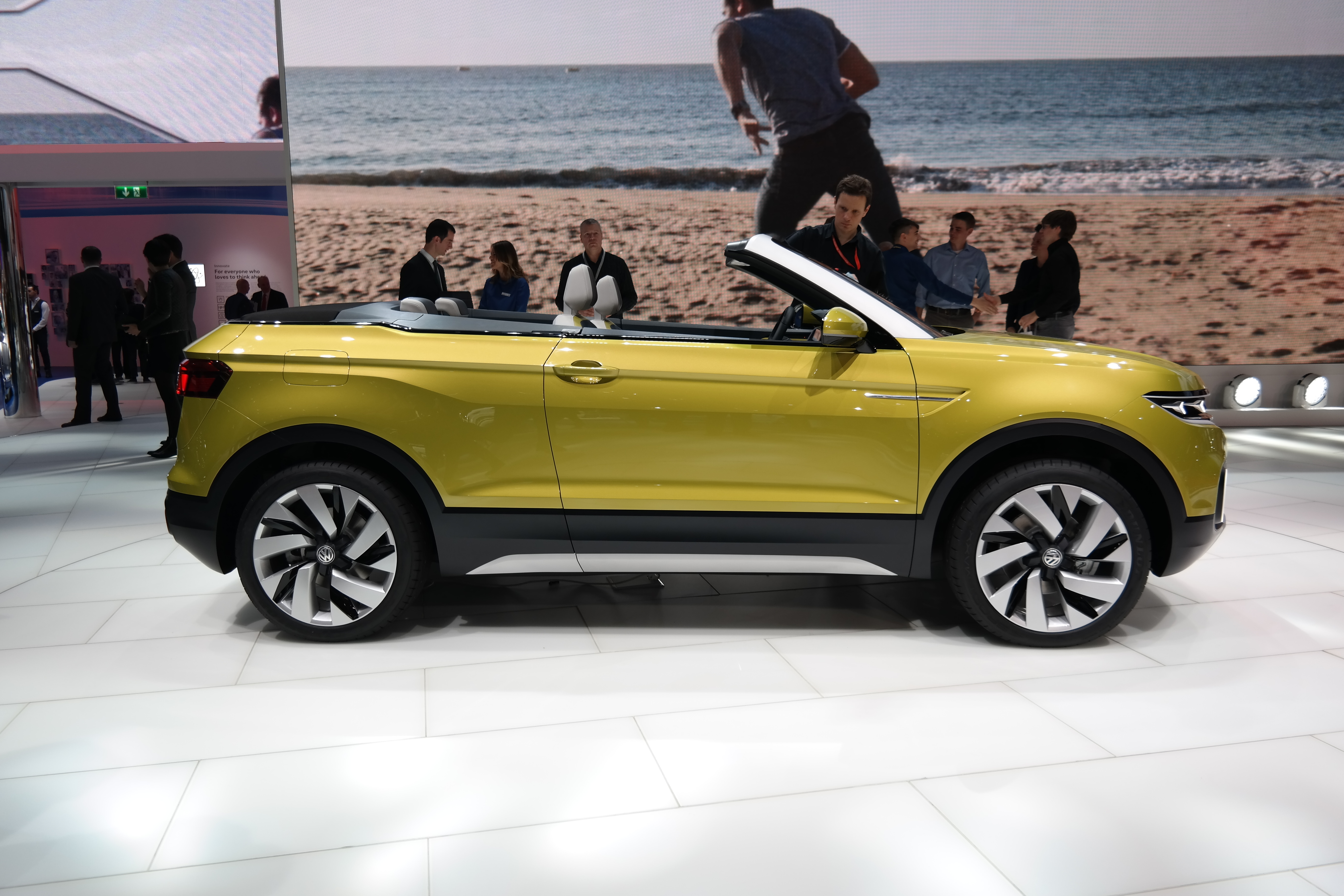
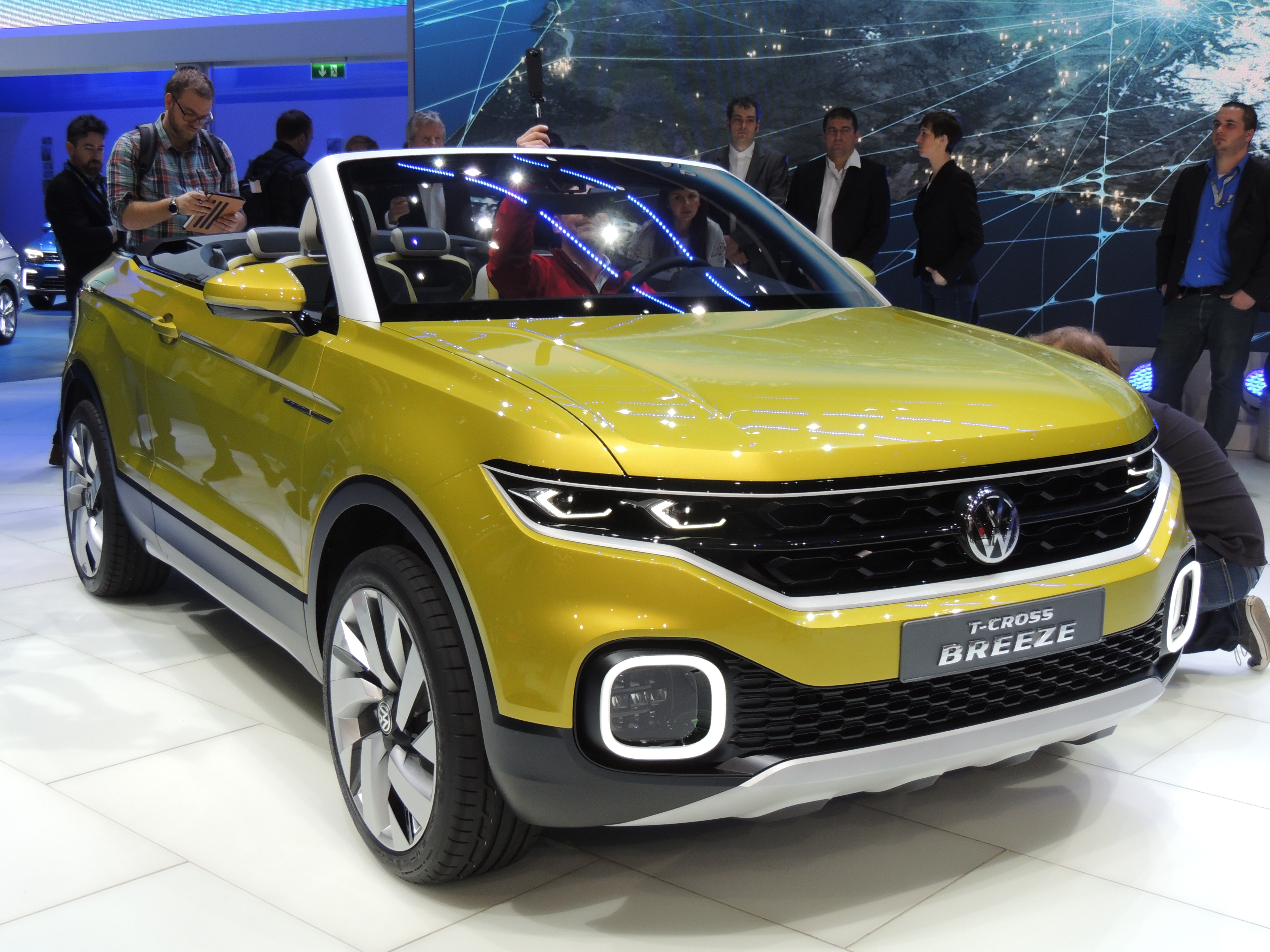

### T-Rocstar Concept
Le 20 novembre 2017, au salon automobile de Guangzhou en Chine, Volkswagen présente le T-Rocstar Concept qui préfigure la version sportive « T-Roc R » de son crossover.